# Euphorbia catenata
Euphorbia catenata là một loài thực vật có hoa trong họ Đại kích. Loài này được (S.Carter) Bruyns mô tả khoa học đầu tiên năm 2006.